# Himantura
Himantura Müller ed Henle, 1837 è un genere di pesci cartilaginei della famiglia dei Dasiatidi.

## Descrizione
Le pastinache Himantura si distinguono dalle altre per avere una coda lunga e sottile e priva di pinnule. Le varie specie sono molto diverse morfologicamente e il genere potrebbe essere polifiletico.

## Distribuzione e habitat
Quasi tutte le specie sono originarie del Pacifico occidentale e dell'oceano Indiano.

## Tassonomia
Il genere comprende le seguenti specie:
- Himantura alcockii (Annandale, 1909) - pastinaca macchiepallide
- Himantura astra Last, Manjaji-Matsumoto & Pogonoski, 2008 -
- Himantura bleekeri (Blyth, 1860) -
- Himantura chaophraya Monkolprasit e Roberts, 1990 - pastinaca d'acqua dolce gigante
- Himantura dalyensis Last & Manjaji-Matsumoto, 2008 -
- Himantura draco Compagno & Heemstra, 1984 -
- Himantura fai Jordan e Seale, 1906 - pastinaca rosa
- Himantura fava (Annandale, 1909) -
- Himantura fluviatilis (Hamilton, 1822) - pastinaca del Gange
- Himantura gerrardi (Gray, 1851) - pastinaca macchiebianche
- Himantura granulata (Macleay, 1883) - pastinaca codabianca
- Himantura hortlei Last, Manjaji-Matsumoto e Kailola, 2006 - pastinaca di Hortle
- Himantura imbricata (Bloch e Schneider, 1801) - pastinaca squamosa
- Himantura javaensis Last & White, 2013 -
- Himantura jenkinsii (Annandale, 1909) - pastinaca di Jenkins
- Himantura krempfi (Chabanaud, 1923) -
- Himantura leoparda Manjaji-Matsumoto & Last, 2008
- Himantura lobistoma Manjaji-Matsumoto e Last, 2006 - pastinaca bocca a tubo
- Himantura marginata (Blyth, 1860) - pastinaca marginineri
- Himantura microphthalma (Chen, 1948) -
- Himantura oxyrhyncha (Sauvage, 1878) - pastinaca marmorizzata nasolungo
- Himantura pacifica (Beebe & Tee-Van, 1941) -
- Himantura pareh (Bleeker, 1852) -
- Himantura pastinacoides (Bleeker, 1852) - pastinaca rotonda
- Himantura randalli Last, Manjaji-Matsumoto & Moore, 2012 -
- Himantura schmardae (Werner, 1904) - pastinaca chupare
- Himantura signifer Compagno e Roberts, 1982 - pastinaca d'acqua dolce marginibianchi
- Himantura toshi Whitley, 1939 - pastinaca di Tosh
- Himantura tutul Borsa, Durand, Shen, Alyza, Solihin & Berrebi, 2013 -
- Himantura uarnacoides (Bleeker, 1852) - pastinaca di Bleeker
- Himantura uarnak (Gmelin, 1789) - pastinaca reticolata
- Himantura undulata (Bleeker, 1852) - pastinaca variegata di Bleeker
- Himantura walga (Muller ed Henle, 1841) - pastinaca nana